# Montcornet (Ardenes)
Montcornet és un municipi francès situat al departament de les Ardenes i a la regió del Gran Est. L'any 2007 tenia 249 habitants.

## Demografia

### Població
El 2007 la població de fet de Montcornet era de 249 persones. Hi havia 87 famílies de les quals 17 eren unipersonals (14 homes vivint sols i 3 dones vivint soles), 21 parelles sense fills, 42 parelles amb fills i 7 famílies monoparentals amb fills.
La població ha evolucionat segons el següent gràfic:
Habitants censats

### Habitatges
El 2007 hi havia 105 habitatges, 88 eren l'habitatge principal de la família, 7 eren segones residències i 10 estaven desocupats. 98 eren cases i 4 eren apartaments. Dels 88 habitatges principals, 73 estaven ocupats pels seus propietaris, 11 estaven llogats i ocupats pels llogaters i 3 estaven cedits a títol gratuït; 4 tenien dues cambres, 7 en tenien tres, 15 en tenien quatre i 62 en tenien cinc o més. 61 habitatges disposaven pel capbaix d'una plaça de pàrquing. A 24 habitatges hi havia un automòbil i a 58 n'hi havia dos o més.

### Piràmide de població
La piràmide de població per edats i sexe el 2009 era:
| Homes | Edats   | Dones |
| ----- | ------- | ----- |
| 0     | 95 o +  | 0     |
| 0     | 90 a 94 | 0     |
| 0     | 85 a 89 | 0     |
| 0     | 80 a 84 | 0     |
| 8     | 75 a 79 | 12    |
| 4     | 70 a 74 | 0     |
| 0     | 65 a 69 | 4     |
| 0     | 60 a 64 | 4     |
| 4     | 55 a 59 | 0     |
| 4     | 50 a 54 | 4     |
| 8     | 45 a 49 | 12    |
| 28    | 40 a 44 | 12    |
| 16    | 35 a 39 | 12    |
| 4     | 30 a 34 | 4     |
| 4     | 25 a 29 | 4     |
| 0     | 20 a 24 | 8     |
| 4     | 15 a 19 | 24    |
| 12    | 10 a 14 | 8     |
| 0     | 5 a 9   | 8     |
| 0     | 0 a 4   | 4     |

## Economia
El 2007 la població en edat de treballar era de 162 persones, 135 eren actives i 27 eren inactives. De les 135 persones actives 122 estaven ocupades (61 homes i 61 dones) i 13 estaven aturades (8 homes i 5 dones). De les 27 persones inactives 7 estaven jubilades, 10 estaven estudiant i 10 estaven classificades com a «altres inactius».

### Ingressos
El 2009 a Montcornet hi havia 99 unitats fiscals que integraven 283 persones, la mediana anual d'ingressos fiscals per persona era de 16.939 €.

### Activitats econòmiques
Dels 6 establiments que hi havia el 2007, 1 era d'una empresa de fabricació d'altres productes industrials, 2 d'empreses de construcció, 1 d'una empresa d'hostatgeria i restauració, 1 d'una entitat de l'administració pública i 1 d'una empresa classificada com a «altres activitats de serveis».
L'únic servei als particulars que hi havia el 2009 era una lampisteria.
L'any 2000 a Montcornet hi havia 6 explotacions agrícoles.

## Equipaments sanitaris i escolars
El 2009 hi havia una escola elemental integrada dins d'un grup escolar amb les comunes properes formant una escola dispersa.

## Poblacions més properes
El següent diagrama mostra les poblacions més properes.